# 辻辰三郎
辻 辰三郎（つじ たつさぶろう、1916年（大正5年）7月23日 - 2004年（平成16年）8月28日）は、日本の検察官、弁護士。検事総長。京都市出身。位階は正三位。

## 来歴
1947年（昭和22年）検事任官。法務大臣官房長、刑事局長、最高検刑事部長等を経て、1976年（昭和51年）に次長検事。1978年（昭和53年）東京高検検事長、1979年（昭和54年）に検事総長に就任。
1981年（昭和56年）に定年退官後、弁護士登録し法制審議会委員等を務めた。1988年（昭和63年）の秋の叙勲で勲一等瑞宝章を受章。死後、正三位に叙された。

## 略歴
- 京都一中、第三高等学校を経て、
- 東京帝国大学法学部卒業
- 1940年（昭和15年）9月10日　海軍経理学校入校（海軍主計科短期現役第5期）
- 1941年（昭和16年）1月8日　同校卒
- 1947年（昭和22年）12月22日 大阪地方検察庁検事
- 1951年（昭和26年）10月17日 法務府検務局公安課長補佐
- 1952年（昭和27年）8月1日 法務省刑事局付
- 1955年（昭和30年）12月22日 法務省刑事局参事官
- 1956年（昭和31年）9月1日 法務研修所教官併任
- 1958年（昭和33年）12月1日 東京地方検察庁検事
- 1959年（昭和34年）11月1日 宇都宮地方検察庁次席検事
- 1961年（昭和36年）7月15日 法務省刑事局総務課長
- 1964年（昭和39年）3月25日 法務大臣官房人事課長
- 1967年（昭和42年）1月13日 法務大臣官房経理部長
- 1968年（昭和43年）6月15日 法務大臣官房長
- 1970年（昭和45年）2月10日 法務省刑事局長
- 1973年（昭和48年）1月23日 最高検察庁検事
- 1973年（昭和48年）2月2日 最高検察庁刑事部長
- 1975年（昭和50年）12月10日 福岡高等検察庁検事長
- 1976年（昭和51年）11月2日 次長検事
- 1978年（昭和53年）5月25日 東京高等検察庁検事長
- 1979年（昭和54年）4月17日 検事総長
前任の神谷尚男に代わりダグラス・グラマン事件に関わる。
- 1981年（昭和56年）7月22日 定年退官
- 1981年（昭和56年）9月3日 弁護士登録（第一東京弁護士会）
- 1983年（昭和58年）4月16日 法制審議会委員
- 1985年（昭和60年）4月16日 同再任
- 1988年（昭和63年）11月3日 叙勲一等授瑞宝章
- 2004年（平成16年）8月28日 死去。叙正三位